# عش النسر
Kehlsteinhaus (المعروف باسم عش النسر في البلدان الناطقة باللغة الإنجليزية) هو مبنى الرايخ الثالث الذي تم بناؤه على قمة Kehlstein، وهي نتوء صخري يرتفع فوق أوبيرسالزبرج بالقرب من بلدة بيرتشسغادن. تم استخدامه بشكل حصري من قبل أعضاء الحزب النازي للاجتماعات الحكومية والاجتماعية. تمت زيارتها في 14 حالة موثقة من قبل أدولف هتلر، الذي لم يعجبه الموقع بسبب خوفه من المرتفعات، وخطر سوء الاحوال الجوية، والهواء الجبلي الرقيق.   اليوم يفتح موسمياً كمطعم وحديقة بيرة وموقع سياحي.

## أعمال بناء
يقع فندق Kehlsteinhaus على سلسلة من التلال على قمة Kehlstein، على ارتفاع 1,834 متر (6,017 قدم) الذي يرتفع فوق مدينة بيرشتسجادن.مدفوع من قبل الحزب النازي، تم الانتهاء منه في 13 شهرا. توفي اثنا عشر عاملا خلال بنائه. 
زار هتلر لأول مرة في 16 سبتمبر 1938، وعاد لافتتاحه في 20 أبريل 1939، وهو عيد ميلاده الخمسين - على الرغم من أنه لم يكن مخصصًا كهدية عيد ميلاد. 

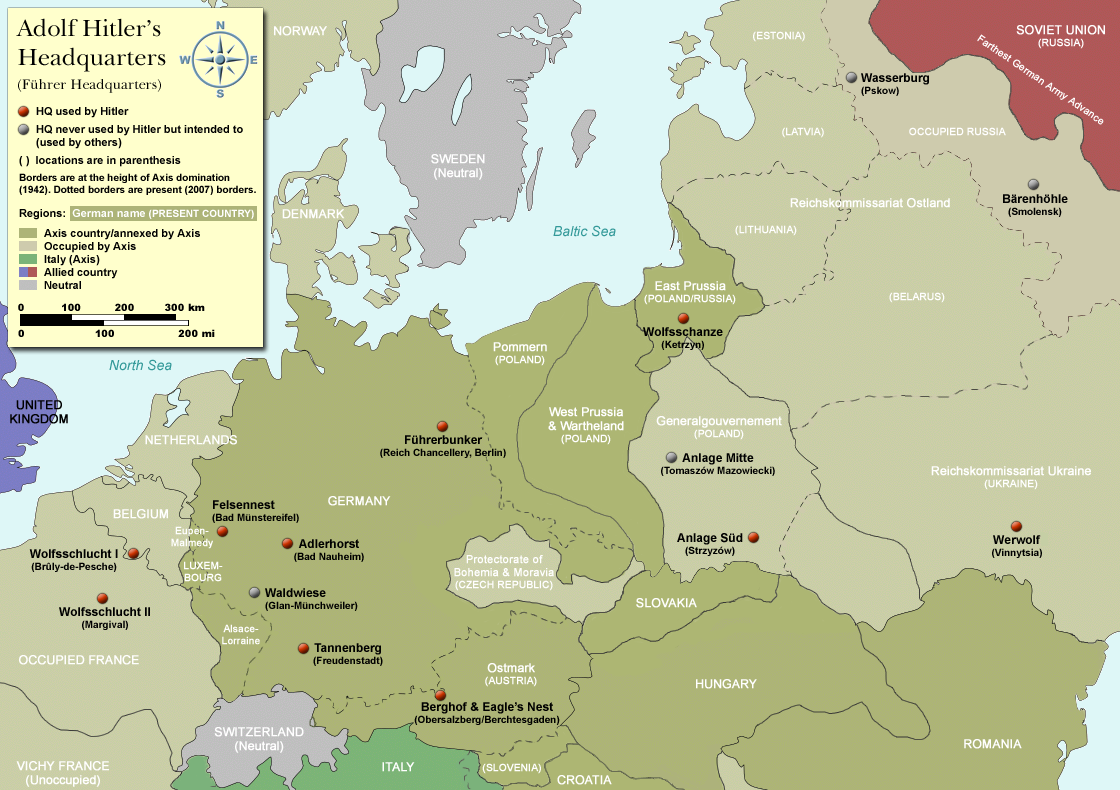
خريطة توضح موقع Kehlsteinhaus (المسمى "عش النسر") ومقر الفوهرر في جميع أنحاء أوروبا المحتلة

## استعمال

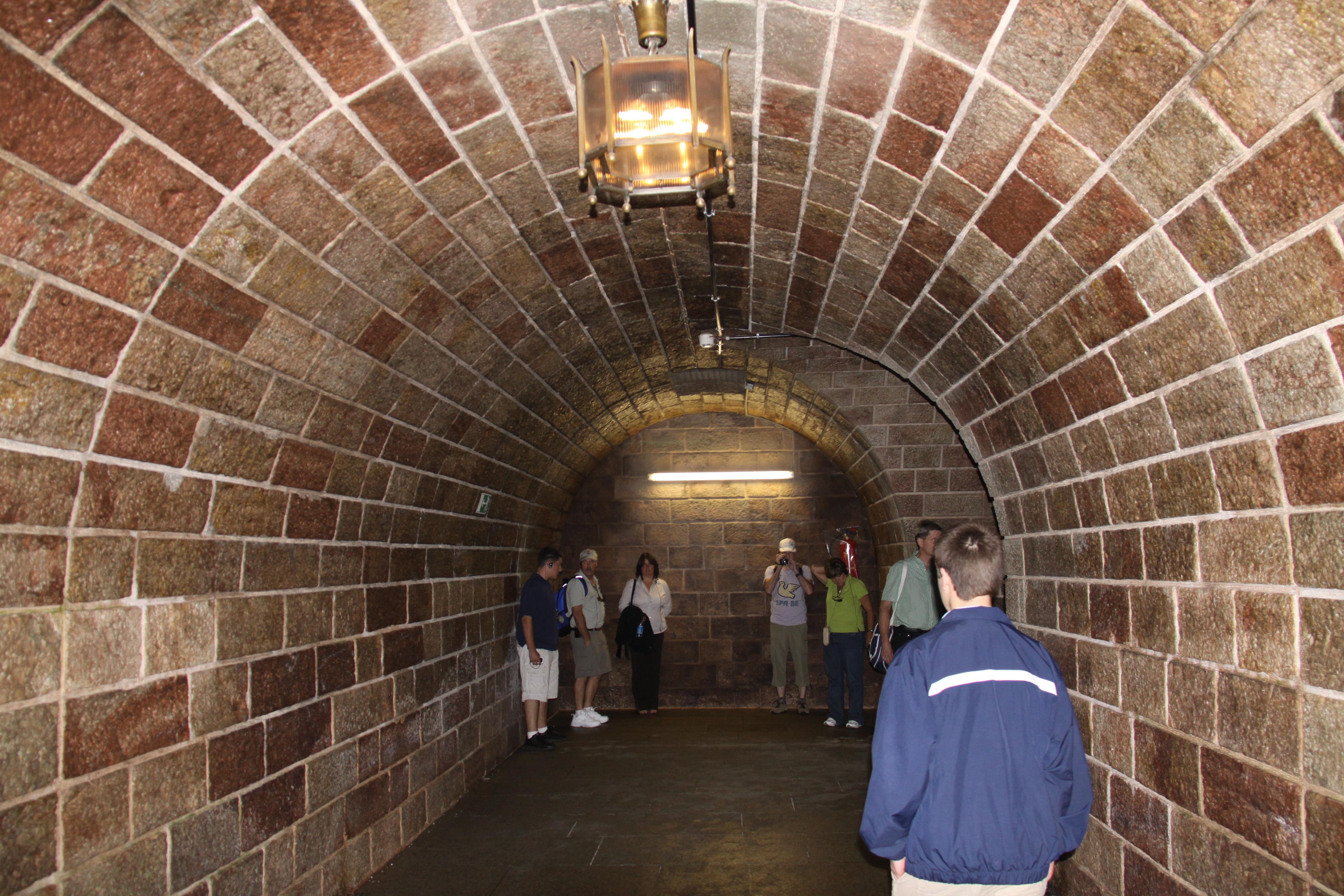
ممر تحت الأرض إلى مصعد Kehlsteinhaus

هناك طريقتان للدخول إلى المبنى والدخول إليه: الطريق ومصعد Kehlsteinhaus. لم يثق هتلر بالمصعد، وأعرب باستمرار عن تحفظاته على سلامته، ولم يعجبه؛ كان خوفه الأكبر هو أن آلية الرفع للمصعد على السطح ستجذب ضربة صاعقة. (استغرق بورمان آلامًا كبيرة حتى لا يذكر أبدًا ضربتي البرق الخطيرتين التي حدثت أثناء البناء. ) 
يقع Kehlsteinhaus على بعد عدة أميال فوق البرغهوف مباشرة. في اتصال دبلوماسي نادر، استقبل هتلر السفير الفرنسي أندريه فرانسوا بونسيت في 18 أكتوبر 1938، هنا. أقيم حفل زفاف لأخت إيفا براون جريتل هناك بعد زواجها من هيرمان فيجيلين في 3 يونيو 1944. 

## إستيلاء الحلفاء
كان Kehlsteinhaus نقطة انطلاق لتفجير Obersalzberg في 25 أبريل 1945. كانت هذه غارة للقوات الجوية الملكية نفذتها مجموعة رقم 1 ورقم 5 ومجموعة رقم 8 ورقم 617.  أثبت المنزل الصغير أنه هدف بعيد المنال لقوة 359 أفرو لانكاستر و 16 دي هافيلاند موسكيتو، والذي قصف منطقة بيرغوف وألحق بها أضرارًا جسيمة بدلاً من ذلك.